# Altavila
Os Altavila (em francês: Hauteville e em italiano Altavilla) foram uma dinastia real siciliana, de origem normanda, chegada na Itália do século XI. Também são referidos eventualmente pelo nome de origem francesa da família: Hauteville.

## História
A dinastia real foi originada por Tancredo de Altavila, conde de Hauteville-la-Guichard na Normandia, (século XI), cujos filhos empreenderam a conquista e a unificação política da Itália meridional, concluída em 1130 por Rogério de Altavila, terceiro conde da Sicília e quarto duque de Apúlia e Calábria, que uniu ao próprio domínio todos os feudos normandos do Mezzogiorno: 
Principado de Cápua, Ducado de Nápoles e outros, constituindo o Reino da Sicília, um reino que se estendia a Corfu, Malta, Gozo e a toda a costa da África do Norte, entre Bona e Trípoli. 
Aliados do Papa, Boemundo I, Rogério de Altavila e Guilherme II de Altavila estiveram entre os chefes das três primeiras cruzadas. Boemundo I - filho de Roberto, o Guiscardo, primeiro Duque da Apúlia e Calábria - protagonista da Primeira Cruzada, fundou o Principado de Antioquia. Tancredo - primo de Boemundo I - tomando Niceia, Antioquia e Jerusalém, teve em feudo o Principado da Galileia (Principado de Tiberíades) e foi celebrado por Torquato Tasso no poema "Jerusalém libertada". 
A última dos Altavila foi Constança (1154-1198) – filha póstuma de Rogério II, "Rex Siciliae et Italiae" - que casou-se com Henrique VI do Sacro Império Romano-Germânico - filho de Frederico Barbarossa – que depôs o legítimo rei Guilherme II da Sicília – filho do Rei Tancredo. Com a morte de Henrique VI, reinou em nome do filho Frederico II da Germânia. Dante a exaltou na Divina Comédia (Paraíso III).

## Genealogia
Tancredo e sua primeira esposa Muriel (ou Muriela) tiveram a seguinte descendência:
- Guilherme Braço de Ferro, conde  da Apúlia (1042-1046)
- Drogo, conde  da Apúlia (1046-1051)
- Umfredo, conde  da Apúlia (1051-1057)
  - Abelardo (d.1081)
  - Ermano, conde  de Cannae (1081-1097)
- Godofredo, conde  do Capitanato (d.1071)
  - Tancredo - Filho de Godofredo
  - Roberto I, conde  de Loritelo (1061-1107),filho de Godofredo
    - Roberto II, conde  de Loritelo (1107-1137)
      - Guilherme, conde  de Loritelo (1137, d.?)
- Sarlo (or Serlo) I, herdeiro de propriedades na Normandia
  - Sarlo II (d.1072) married the daughter de Rogério de Moulins conde  de Boiano.
    - Sarlo III descendente a partir do qual originou-se Marquês de Sarlo da Calábria.

Tancredo e sua segunda esposa Fressenda (ou Fedesenda) tiveram a seguinte descendência:
- Tancredo - Filho de Tancredo
- Roberto Guiscardo, conde  (1057-1059) e duque da Apúlia (1059-1085) Filho de Tancredo
  - Boemundo I, príncipe de Tarento (1088-1111) e Antioquia (1098-1111)
    - Boemundo II, príncipe de Tarento (1111-1128) e Antioquia (1111-1131)
      - Constança, princesa de Antioquia (1131-1163)

  - Rogério Borsa, duque da Apúlia (1085-1111)
    - Guilherme II, duque da Apúlia (1111-1127)

  - Guido, duque de Amalfi e Sorrento (d.1107)
  - Roberto Scalio (d.1110)
  - Ema da Apúlia
    - Tancredo, príncipe da Galileia (1072-1112) - filho de Ema, neto deRoberto Guiscardo, um dos chefes da Primeira Cruzada.
    - Guilherme
- Maugério, conde  do Capitanato (1056-1059)
- Guilherme, conde  do Principado (1056-1080)
  - Ricardo de Salerno, regente do conde e de Edessa (1104-1108, d.1114)
    - Rogério de Salerno, regente do Principado de Antioquia (1112-1119)
- Alfredo de Altavila (também chamado de Alberic, Alberad, Alvered, Alvred, or Aubrey), esteve na Normandia
- Humberto de Altavila (também chamado de Hubert), esteve na Normandia
- Tancredo, esteve na Normandia
- Rogério Bosso, conde  da Sicília (1071-1101)
  - Jordão, conde  de Siracusa (1091-1092)
  - Godofredo, conde  de Ragusa
  - Maugério, conde  de Troina
  - Simão, conde  da Sicília (1101-1105)
  - Rogério II, conde  (1105-1130) e Rei da Sicília (1130-1154)
    - Rogério, duque da Apúlia (1134-1148)
      - Tancredo, conde  de Lecce e Rei da Sicília (1189-1194), neto de Rogério II.
        - Rogério III, Rei da Sicília (1193-1194), filho de Tancredo.
        - Guilherme III, Rei da Sicília (1194)

    - Tancredo, príncipe de Bari (1132-1138)
    - Alfonso, príncipe de Cápua (1135-1144)
    - Guilherme I o Mau, Rei da Sicília (1154-1166)
      - Rogério, duque da Apúlia (1154-1161)
      - Roberto
      - Guilherme II o Bom, Rei da Sicília (1166-1189)
        - Boemundo, duque da Apúlia (1181)

      - Henrique, príncipe de Cápua (1166-1172)

    - Henrique
    - Simão, príncipe de Tarento (1128-1154)
    - Constância, rainha da Sicília (1194-1198), filha de Rogério II.

Com a morte de Constança, mulher do imperador Henrique VI de Hohenstaufen, o Reino da Sicília, até então sob o domínio da Casa de Altavila (Altavila), mudou de dinastia. Deu início ao período dos Hohenstaufen.
Parentes de relação desconhecidas:
- Tancredo, conde  de Siracusa (fl. 1104)
- Simão, conde  de Siracusa (fl. 1162), possivelmente um filho de Rogério II ou sobrinho de Rogério I
- Roberto de Altavila